# Меллифонтское аббатство
Меллифонтское аббатство (ирл. An Mhainistir Mhór) — цистерцианское аббатство в Ирландии, в окрестностях города Дроэда, на территории графства Лаут. Основано в 1142 году святыми Малахием и Бернаром Клервоским.
В настоящее время от архитектурного ансамбля, возведенного в XII—XIII веках, сохранилась восьмиугольная башня, которая служила монахам в качестве помещения для умывания, и часть зала капитула с аркадами. Церковь аббатства сооружена в XII веке. В её западной части расположена крипта. В XIII веке хор и поперечный неф были расширены.
До XV века Меллифонтское аббатство было достаточно сильным и влиятельным, но к XVI веку оно прекратило своё существование.